# Natação no Campeonato Europeu de Esportes Aquáticos de 2014 - 100 m borboleta feminino
A prova dos 100 metros borboleta feminino da natação no Campeonato Europeu de Esportes Aquáticos de 2014 ocorreu nos dias 21 e 22 de agosto em Berlim, na Alemanha. 

## Calendário
| Fase          | Data         | Hora  |
| ------------- | ------------ | ----- |
| Eliminatórias | 21 de agosto | 10:08 |
| Semifinal     | 21 de agosto | 18:32 |
| Final         | 22 de agosto | 19:15 |

Todos os horários estão no horário local (UTC+1)

## Recordes
Antes desta competição, os recordes eram os seguintes:
| Recorde mundial       | Dana Vollmer      | 55.98 | Londres | 28 de julho de 2012 |
| Recorde europeu       | Sarah Sjöström    | 56.06 | Roma    | 27 de julho de 2009 |
| Recorde do campeonato | Martina Moravcová | 57.20 | Berlim  | 2 de agosto de 2002 |

Os seguintes novos recordes foram estabelecidos durante esta competição. 
| Data         | Prova | Nadadora         | Nacionalidade | Tempo | Recordes              |
| ------------ | ----- | ---------------- | ------------- | ----- | --------------------- |
| 22 de agosto | Final | Jeanette Ottesen | Dinamarca     | 56.51 | Recorde do campeonato |

## Medalhistas
| Ouro                   | Prata                | Bronze               |
| Jeanette Ottesen (DEN) | Sarah Sjöström (SWE) | Ilaria Bianchi (ITA) |

## Resultados

### Eliminatórias
Esses foram os resultados das eliminatórias. 
| Pos. | Bateria | Raia | Nadadora               | Nacionalidade        | Tempo   | Notas |
| ---- | ------- | ---- | ---------------------- | -------------------- | ------- | ----- |
| 1    | 3       | 4    | Jeanette Ottesen       | Dinamarca            | 57.42   | Q     |
| 2    | 4       | 4    | Sarah Sjöström         | Suécia               | 57.80   | Q     |
| 3    | 3       | 5    | Ilaria Bianchi         | Itália               | 57.84   | Q     |
| 4    | 2       | 4    | Inge Dekker            | Países Baixos        | 57.95   | Q     |
| 5    | 4       | 5    | Elena di Liddo         | Itália               | 58.09   | Q     |
| 6    | 4       | 7    | Kimberly Buys          | Bélgica              | 58.41   | Q     |
| 7    | 2       | 5    | Jemma Lowe             | Reino Unido          | 58.43   | Q     |
| 8    | 4       | 6    | Katarína Listopadová   | Eslováquia           | 58.64   | Q     |
| 9    | 3       | 2    | Katinka Hosszú         | Hungria              | 58.87   |       |
| 10   | 4       | 1    | Danielle Villars       | Suíça                | 58.91   | Q     |
| 11   | 2       | 7    | Marie Wattel           | França               | 58.95   | Q     |
| 12   | 2       | 3    | Alexandra Wenk         | Alemanha             | 59.11   | Q     |
| 13   | 3       | 7    | Amit Ivry              | Israel               | 59.24   | Q     |
| 14   | 3       | 6    | Silvia Di Pietro       | Itália               | 59.28   |       |
| 15   | 4       | 2    | Judit Ignacio Sorribes | Espanha              | 59.36   | Q     |
| 16   | 3       | 1    | Beryl Gastaldello      | França               | 59.69   | Q     |
| 17   | 3       | 3    | Evelyn Verrasztó       | Hungria              | 59.76   |       |
| 18   | 2       | 6    | Louise Hansson         | Suécia               | 59.79   | Q     |
| 19   | 4       | 3    | Svetlana Chimrova      | Rússia               | 59.89   | Q     |
| 20   | 4       | 8    | Kristel Vourna         | Grécia               | 1:00.06 |       |
| 21   | 3       | 8    | Keren Siebner          | Israel               | 1:00.08 |       |
| 22   | 2       | 2    | Aleksandra Gerasimenya | Bielorrússia         | 1:00.24 |       |
| 23   | 2       | 8    | Lyubov Korol           | Ucrânia              | 1:00.35 |       |
| 24   | 1       | 3    | Noora Laukkanen        | Finlândia            | 1:01.03 |       |
| 25   | 2       | 1    | Melanie Henique        | França               | 1:01.12 |       |
| 26   | 3       | 0    | Martina van Berkel     | Suíça                | 1:01.23 |       |
| 27   | 2       | 0    | Anna Dowgiert          | Polónia              | 1:02.95 |       |
| 28   | 4       | 0    | Ezgi Yazıcı            | Turquia              | 1:03.00 |       |
| 29   | 4       | 9    | Johanna Silventoinen   | Finlândia            | 1:03.19 |       |
| 30   | 1       | 4    | Bianca Raduta          | Roménia              | 1:04.60 |       |
| 31   | 1       | 5    | Amina Kajtaz           | Bósnia e Herzegovina | 1:05.17 |       |

### Semifinal
Esses foram os resultados das semifinais. 
Semifinal 1
| Pos. | Raia | Nadadora             | Nacionalidade | Tempo | Notas |
| ---- | ---- | -------------------- | ------------- | ----- | ----- |
| 1    | 4    | Sarah Sjöström       | Suécia        | 57.39 | Q     |
| 2    | 5    | Inge Dekker          | Países Baixos | 57.83 | Q     |
| 3    | 6    | Katarína Listopadová | Eslováquia    | 58.53 | Q     |
| 4    | 7    | Amit Ivry            | Israel        | 58.70 |       |
| 5    | 8    | Svetlana Chimrova    | Rússia        | 58.93 |       |
| 6    | 3    | Kimberly Buys        | Bélgica       | 59.07 |       |
| 7    | 2    | Marie Wattel         | França        | 59.18 |       |
| 8    | 1    | Beryl Gastaldello    | França        | 59.40 |       |

Semifinal 2
| Pos. | Raia | Nadadora               | Nacionalidade | Tempo | Notas |
| ---- | ---- | ---------------------- | ------------- | ----- | ----- |
| 1    | 4    | Jeanette Ottesen       | Dinamarca     | 57.45 | Q     |
| 2    | 3    | Elena di Liddo         | Itália        | 58.04 | Q     |
| 3    | 5    | Ilaria Bianchi         | Itália        | 58.28 | Q     |
| 4    | 6    | Jemma Lowe             | Reino Unido   | 58.34 | Q     |
| 5    | 7    | Alexandra Wenk         | Alemanha      | 58.59 | Q     |
| 6    | 8    | Louise Hansson         | Suécia        | 58.79 |       |
| 7    | 1    | Judit Ignacio Sorribes | Espanha       | 59.08 |       |
| 8    | 2    | Danielle Villars       | Suíça         | 59.88 |       |

### Final
Esse foi o resultado da final. 
| Pos.              | Raia | Nadadora             | Nacionalidade | Tempo | Notas                 |
| ----------------- | ---- | -------------------- | ------------- | ----- | --------------------- |
| Medalha de ouro   | 5    | Jeanette Ottesen     | Dinamarca     | 56.51 | Recorde do campeonato |
| Medalha de prata  | 4    | Sarah Sjöström       | Suécia        | 56.52 |                       |
| Medalha de bronze | 2    | Ilaria Bianchi       | Itália        | 57.71 |                       |
| 4                 | 3    | Inge Dekker          | Países Baixos | 57.72 |                       |
| 5                 | 6    | Elena di Liddo       | Itália        | 58.27 |                       |
| 6                 | 7    | Jemma Lowe           | Reino Unido   | 58.48 |                       |
| 7                 | 8    | Alexandra Wenk       | Alemanha      | 58.59 |                       |
| 8                 | 1    | Katarína Listopadová | Eslováquia    | 58.79 |                       |

Legenda
| Recorde mundial       | Recorde mundial (World record)               |                       | Recorde africano                      | Recorde africano (African) |                                           | Q | Classificado por posição (Qualified) |
| Recorde do campeonato | Recorde do campeonato (Championship record)  | Recorde da América    | Recorde da América (Americas)         | q                          | Classificado por melhor tempo (Qualified) |   |                                      |
| Melhor marca do ano   | Melhor marca do ano (World leading)          | Recorde asiático      | Recorde asiático (Asian)              | DNS                        | Não largou (Did not start)                |   |                                      |
| Recorde nacional      | Recorde nacional (National record)           | Recorde europeu       | Recorde europeu (European)            | DNF                        | Não terminou (Did not finish)             |   |                                      |
| Recorde pessoal       | Recorde pessoal do atleta (Personal best)    | Recorde da Oceania    | Recorde da Oceania (Oceania)          | DSQ / DQ                   | Desclassificado (Disqualified)            |   |                                      |
| Recorde da temporada  | Recorde da temporada do atleta (Season best) | Recorde sul-americano | Recorde sul-americano (South America) | NM                         | Sem marca (No mark)                       |   |                                      |